# روكي روميرو
روكي روميرو (بالإنجليزية: Rocky Romero)‏ هو مصارع محترف أمريكي وكوبي، ولد في 28 أكتوبر 1982 في هافانا في كوبا.

## وصلات خارجية
- روكي روميرو على موقع CageMatch worker (الإنجليزية)
- روكي روميرو على موقع قاعدة بيانات المصارعة على الإنترنت (الإنجليزية)
- روكي روميرو على موقع عالم المصارعة على الإنترنت (الإنجليزية)
- روكي روميرو على موقع عالم المصارعة على الإنترنت (الإنجليزية)

- روكي روميرو على موقع IMDb (الإنجليزية)
- روكي روميرو على موقع قاعدة بيانات الفيلم (الإنجليزية)